# Sokolovo, Burgas
Sokolovo (în bulgară Соколово) este un sat în comuna Karnobat, regiunea Burgas,  Bulgaria. 

## Demografie
Componența etnică a satului Sokolovo
     Turci (41,83%)
     Nicio identificare (4,42%)
     Bulgari (48,29%)
     Romi (5,44%)
La recensământul din 2011, populația satului Sokolovo era de 294 locuitori. Nu există o etnie majoritară, locuitorii fiind bulgari (48,29%), turci (41,83%) și romi (5,44%). Pentru 4,42% din locuitori nu este cunoscută apartenența etnică.